# Панча-сукта
Панча-сукта (санскр. पञ्चसूक्त, pancha sūkta «пять гимнов») — пять ведийских гимнов (в основном из Риг-веды и Яджур-веды), имеющие большую ценность для всех четырёх основных традиций индуизма. Использование этих гимнов как составной части канона является показателем принадлежности той или иной школы к ведийской традиции и признания её последователями авторитета Вед. Чтение панча-сукт происходит во время абхишеки в индуистских храмах.
Некоторые из последовательностей чтения:
| Вайшнавизм       | Смартизм         | Шактизм        | Шиваизм         |
| ---------------- | ---------------- | -------------- | --------------- |
| 1. Пуруша-сукта  | 1. Пуруша-сукта  | 1. Деви-сукта  | 1. Рудра-сукта  |
| 2. Нараяна сукта | 2. Нараяна сукта | 2. Дурга сукта | 2. Пуруша сукта |
| 3. Шри-сукта     | 3. Рудра-сукта   | 3. Шри-сукта   | 3. Дурга сукта  |
| 4. Бху сукта     | 4. Шри-сукта     | 4. Бху сукта   | 4. Шри-сукта    |
| 5. Нила сукта    | 5. Дурга сукта   | 5. Нила сукта  | 5. Бху сукта    |

Есть и другие последовательности чтения — например:
- Вайшнавизм — Пуруша сукта, Шри сукта, Бху сукта, Нила сукта, Шанти сукта (Шанти Вачанам)[1]
- Шактизм — Дурга сукта, Шри сукта, Медха сукта, Бху сукта, Бхагья сукта.

| Сукта         | Веда                                            | Доступный язык       |
| ------------- | ----------------------------------------------- | -------------------- |
| Бхагья-сукта  | Риг-веда, VII, 41                               | Санскрит, Русский    |
| Бху-сукта     | Риг-веда                                        | Санскрит, Русский    |
| Деви-сукта    | Риг-веда, X, 125                                | Санскрит, Русский    |
| Дурга-сукта   | Кришна Яджур-веда, Тайттирия-араньяка, IV.10.2  | Санскрит, Русский    |
| Медха-сукта   | Кришна Яджур-веда, Тайттирия-араньяка, 10.41-44 | Санскрит, Русский    |
| Нараяна-сукта | Кришна Яджур-веда, Тайттирия-араньяка, 10.13    | Санскрит, Русский    |
| Нила-сукта    | Кришна Яджур-веда                               | Санскрит, Английский |
| Пуруша-сукта  | Риг-веда, X, 90                                 | Санскрит, Русский    |
| Рудра-сукта   | Кришна Яджур-веда, IV, 5/7                      | Санскрит, Русский    |
| Шанти-сукта   | Риг-веда, I.89                                  | Санскрит, Русский    |
| Шри-сукта     | Риг-веда                                        | Санскрит, Русский    |